# Long Thanh Internationell flygplats
Long Thanh Internationell flygplats (Sân bay quốc tế Long Thành) är en planerad flygplats, fyra mil nordost om Ho Chi Minh City, Vietnam. Flygplatsen kommer att vara klar 2025. Den kommer att ha fyra banor (60-4 000 meter). Byggnationen kommer att utföras i etapper. När den första etappen är klar kommer kapaciteten att vara 20 miljoner passagerare per år. När den sista etappen är klar kommer kapaciteten att vara 100 miljoner passagerare per år. Kostnaden för byggnationen är budgeterad till åtta miljarder USD.